# Mujna, Harghita
Mujna (maghiară Székelymuzsna) este un sat în comuna Dârjiu din județul Harghita, Transilvania, România.

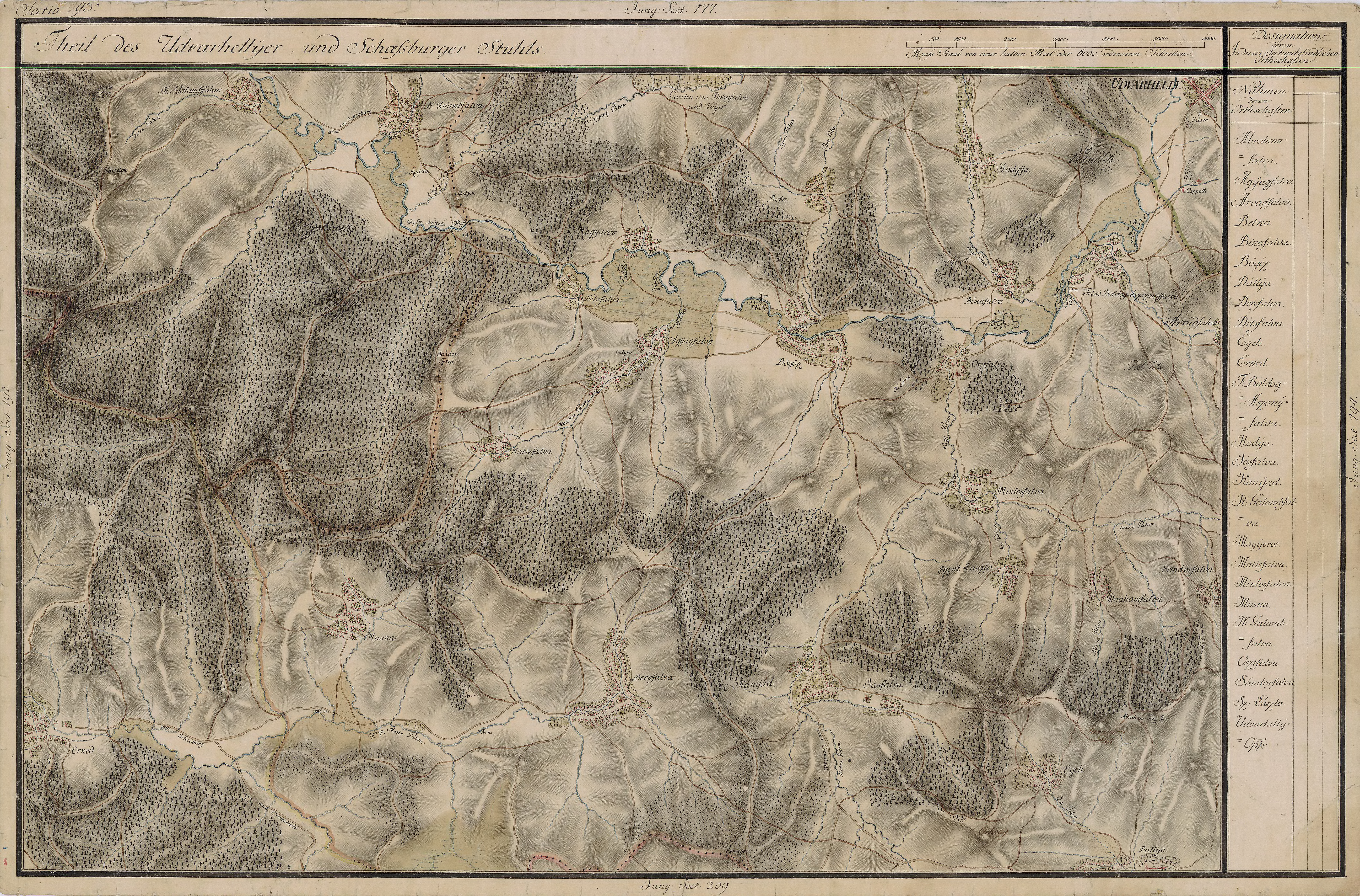
Mujna în Harta Iosefină a Transilvaniei, 1769-1773

## Personalități
- Mihaly Bartoș Kovacs (n. 1923), demnitar comunist

## Imagini

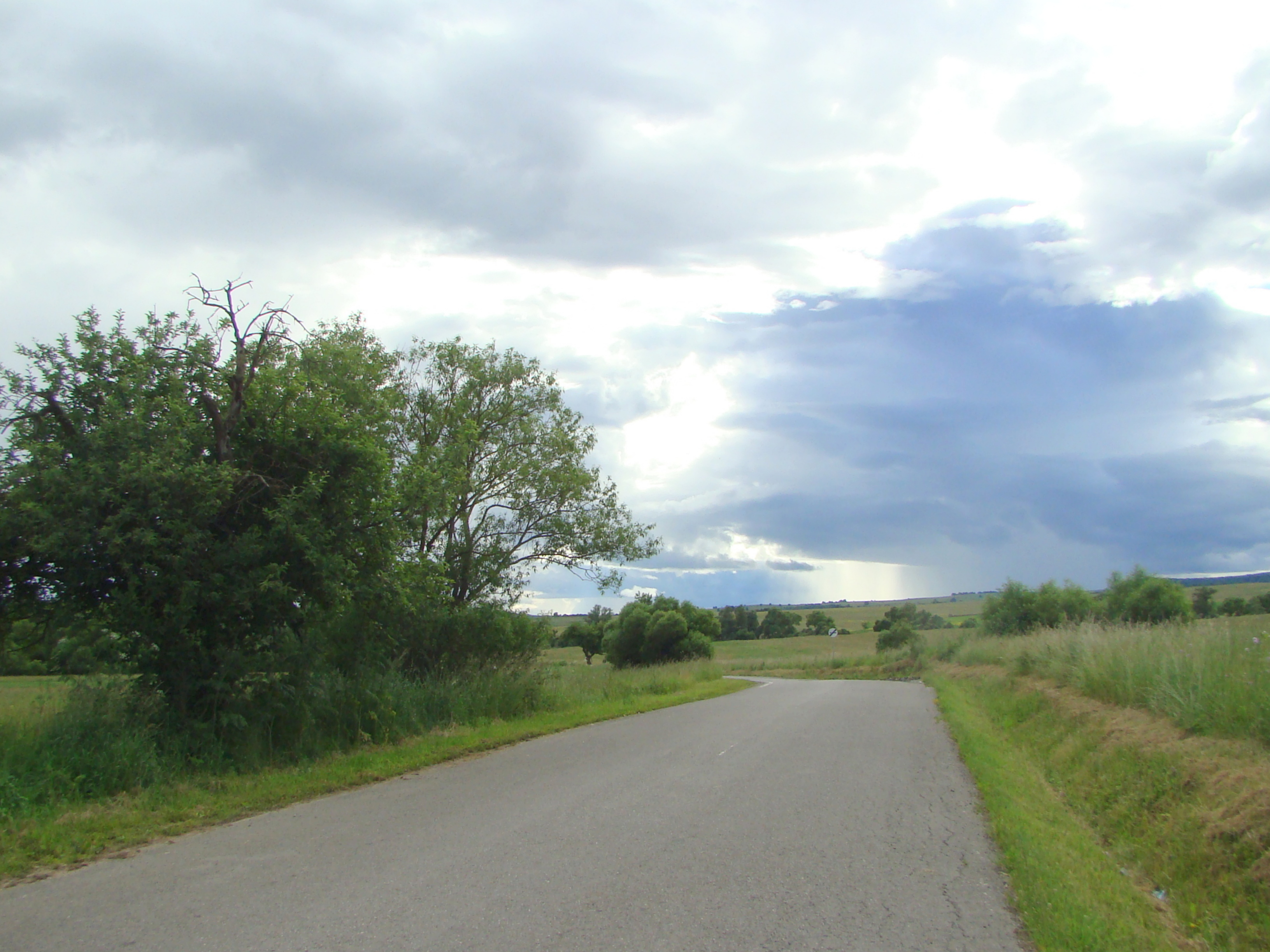
Drumul județean spre satul Mujna
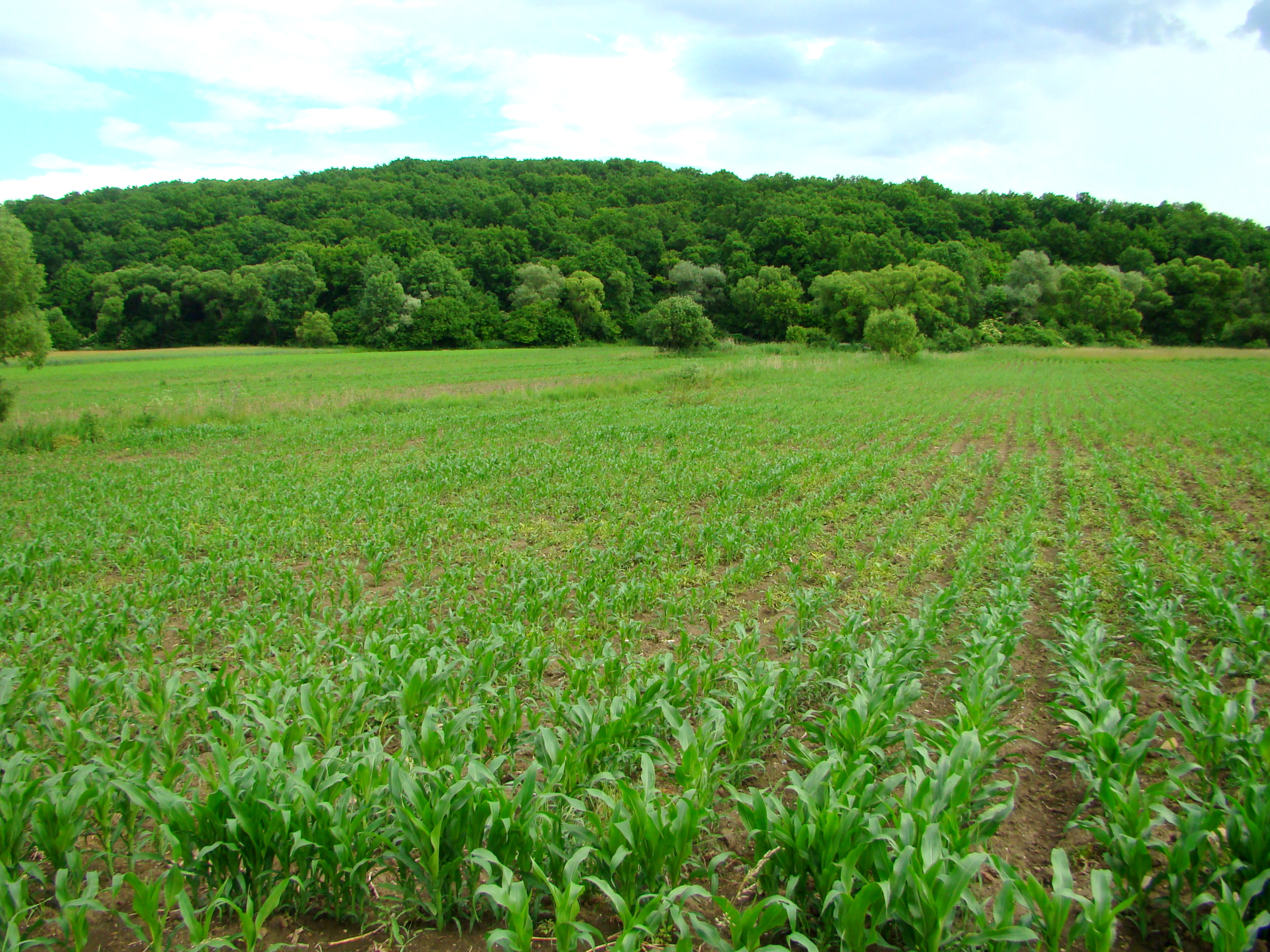
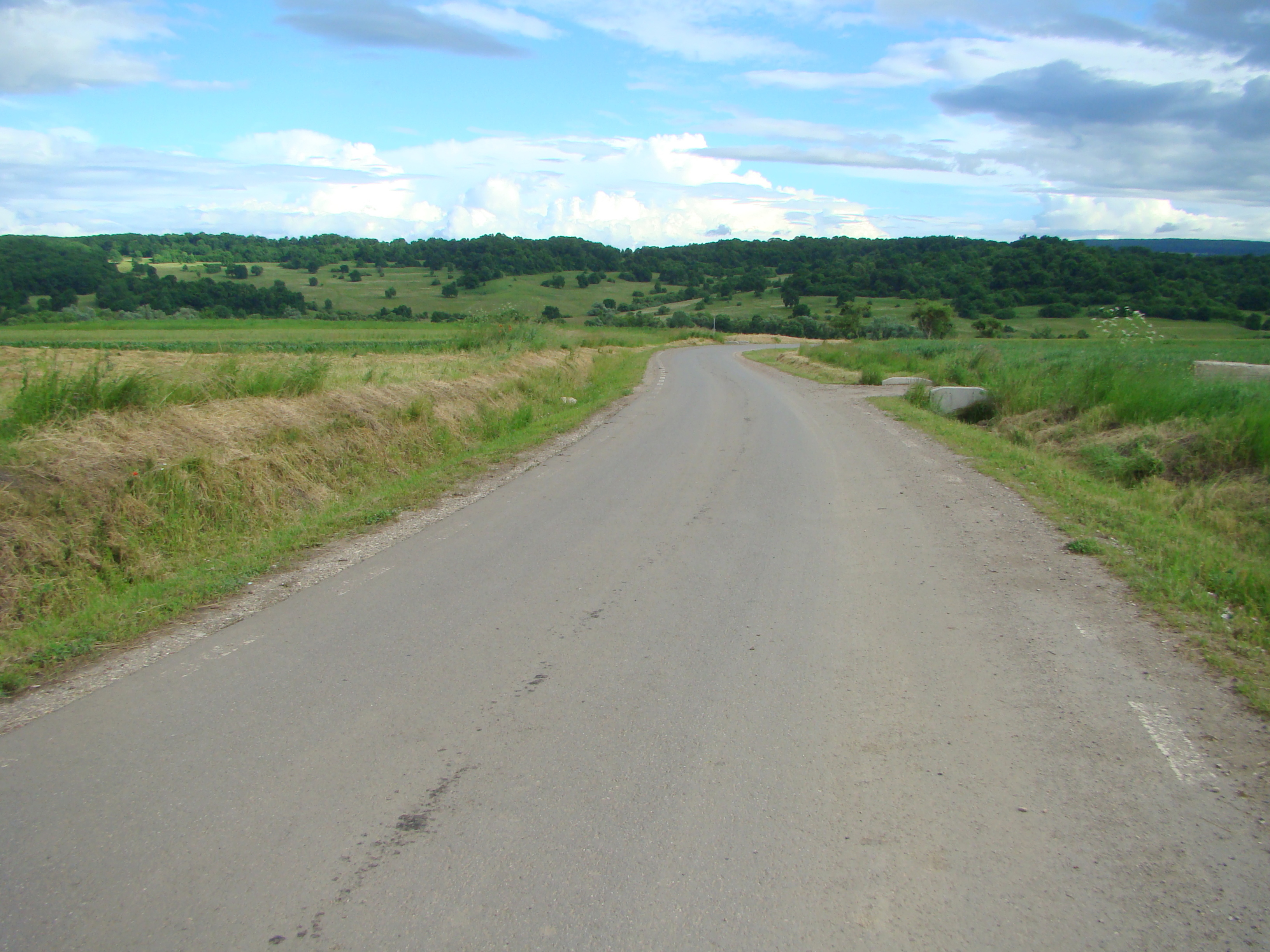
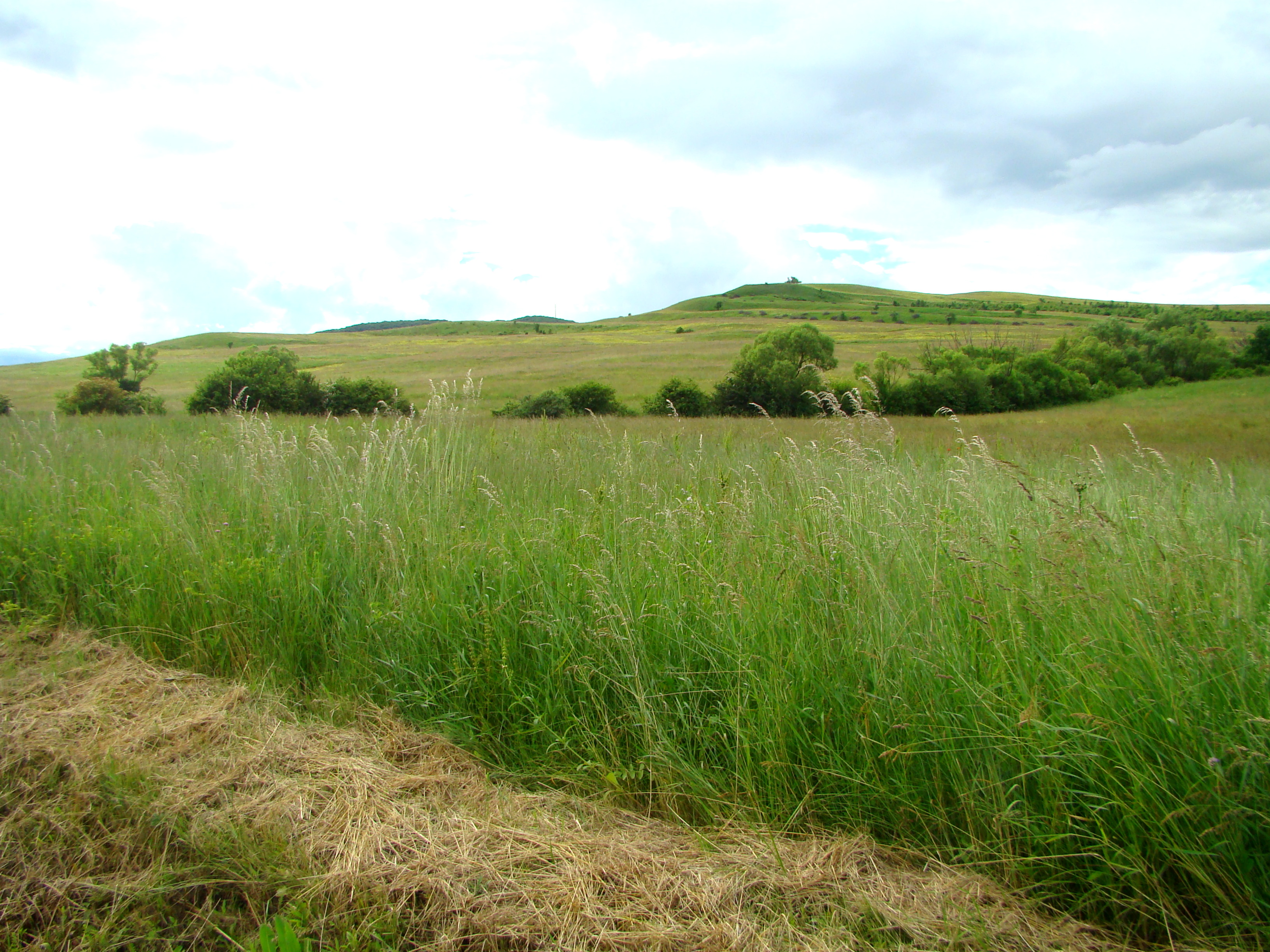
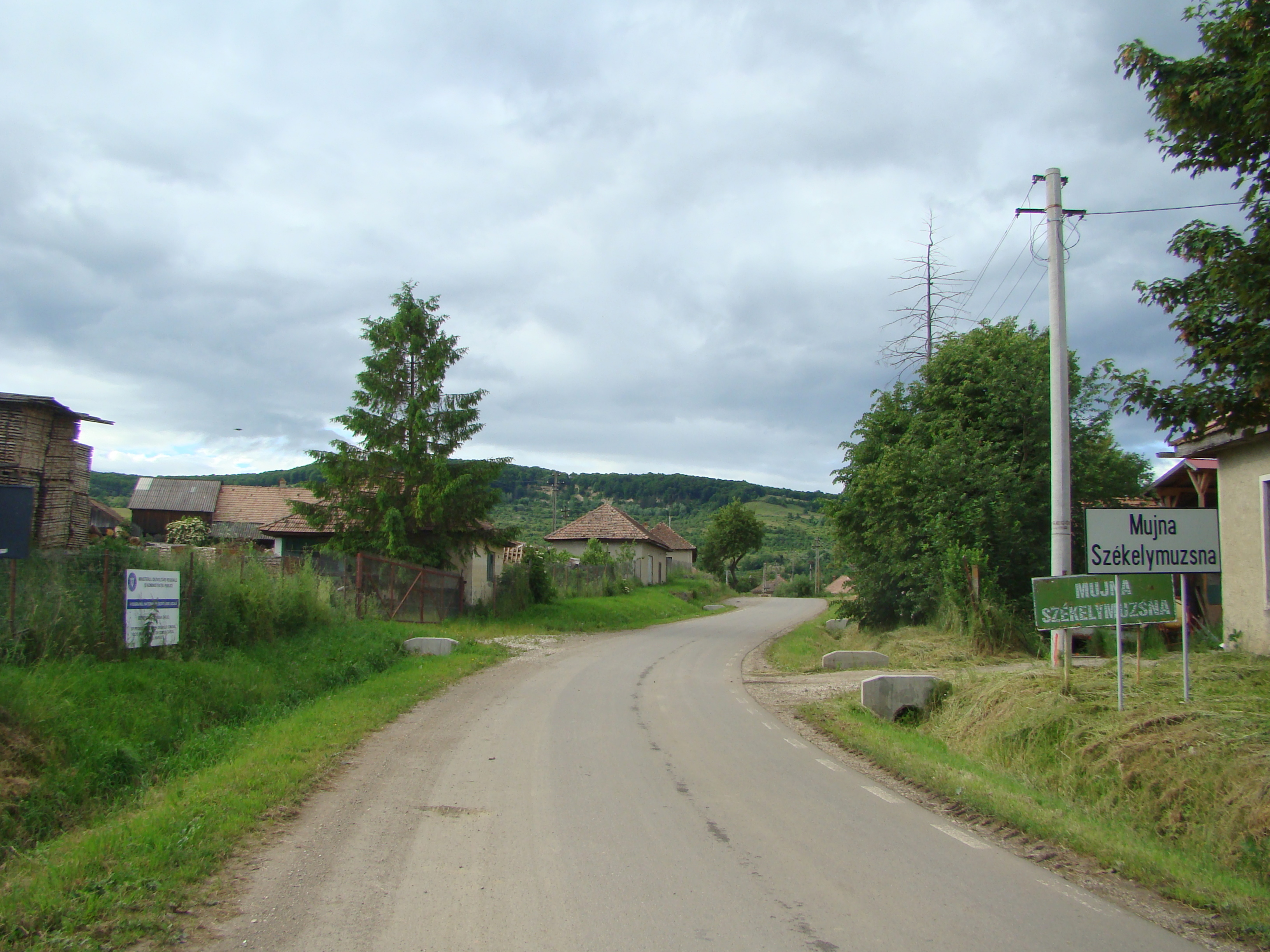
Intrarea în localitate
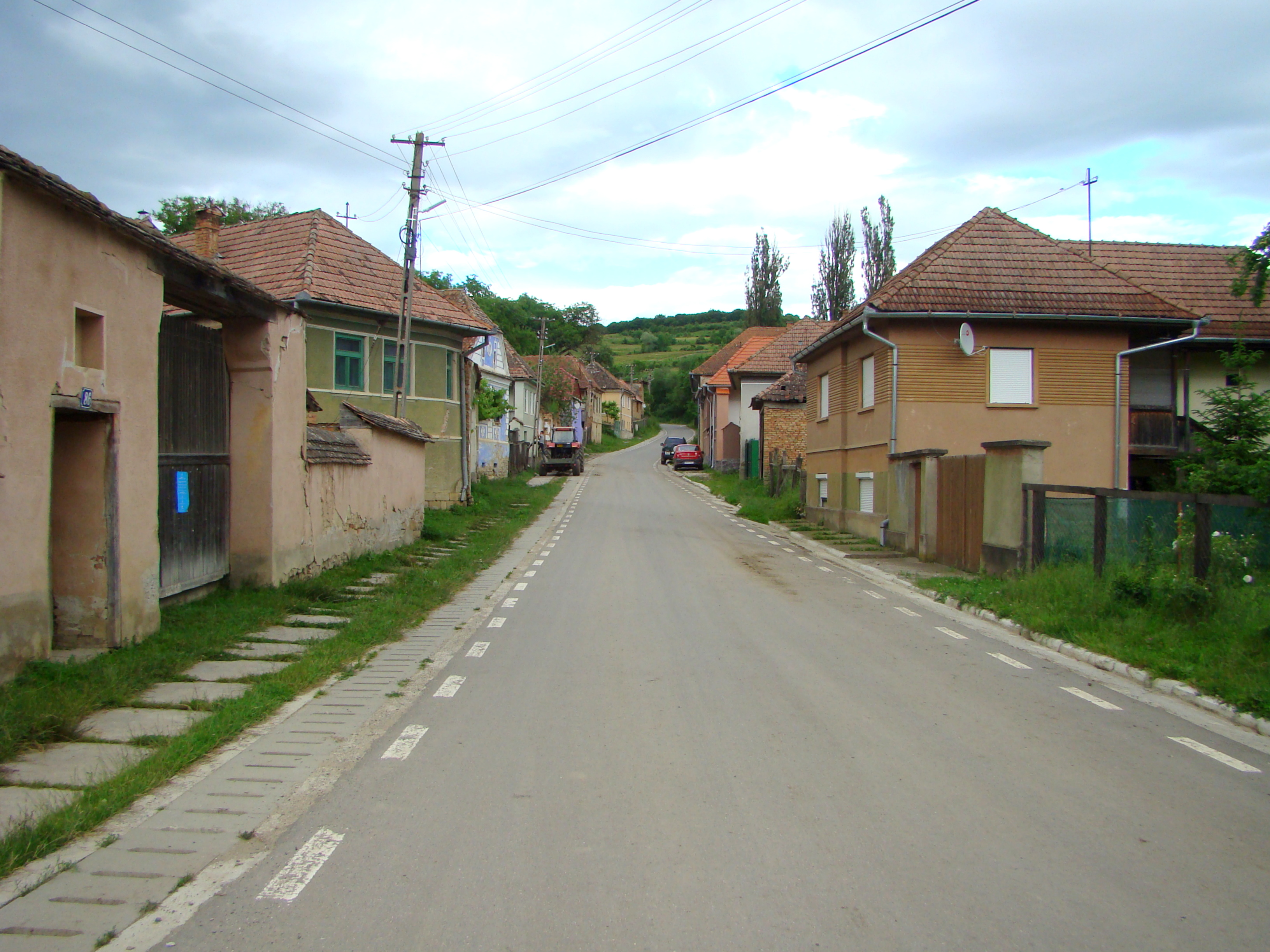
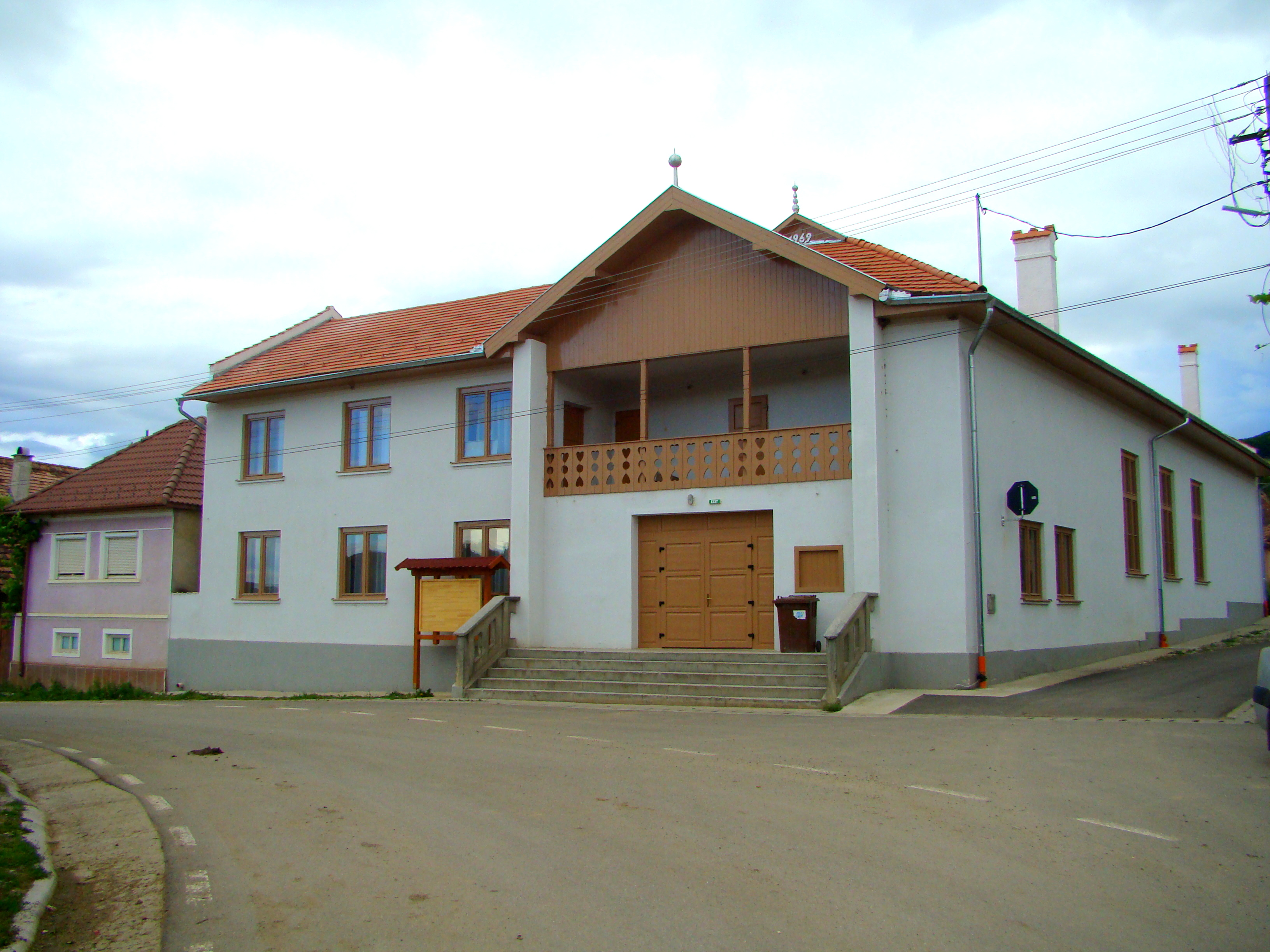
Casa de cultură
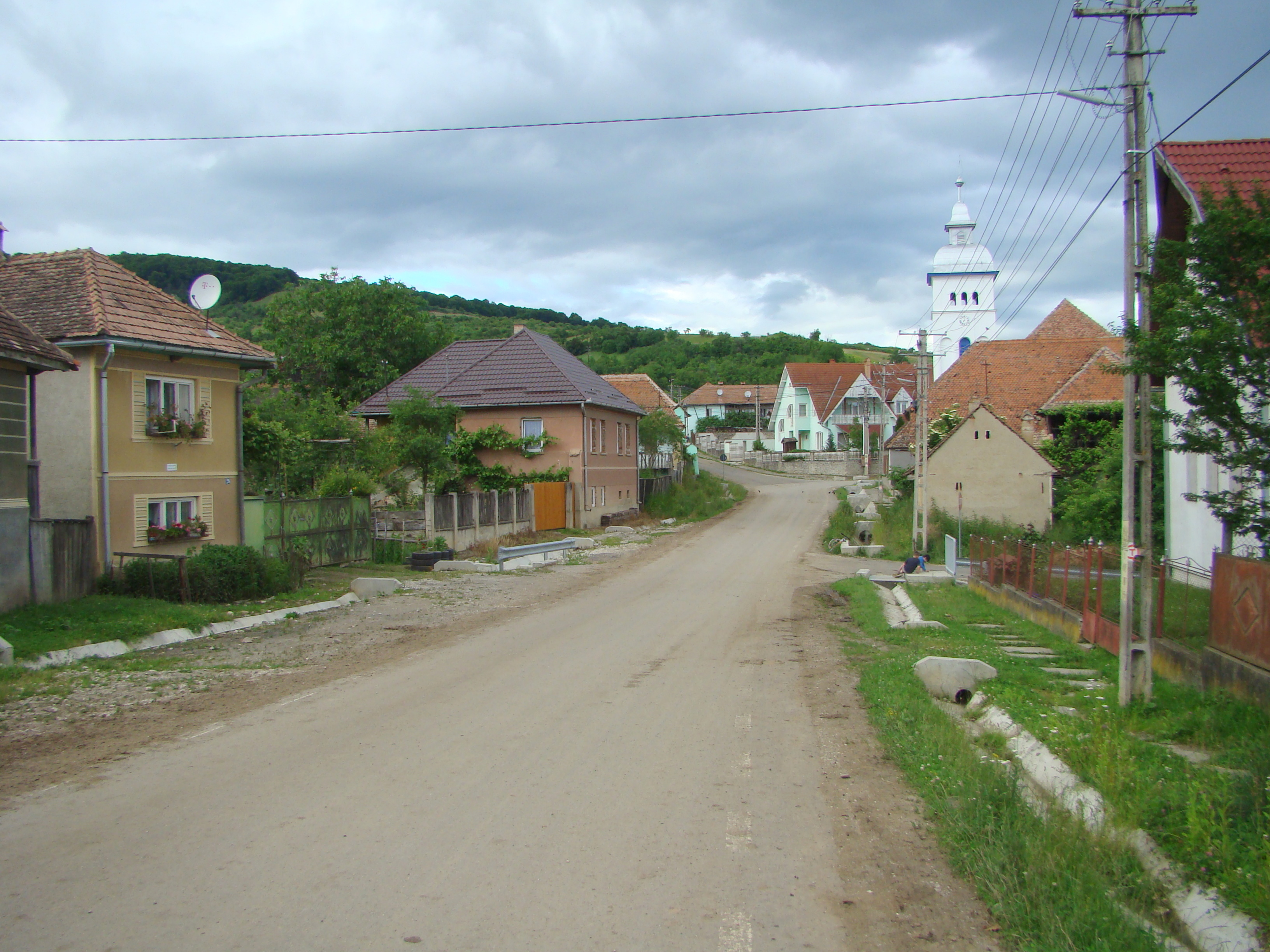
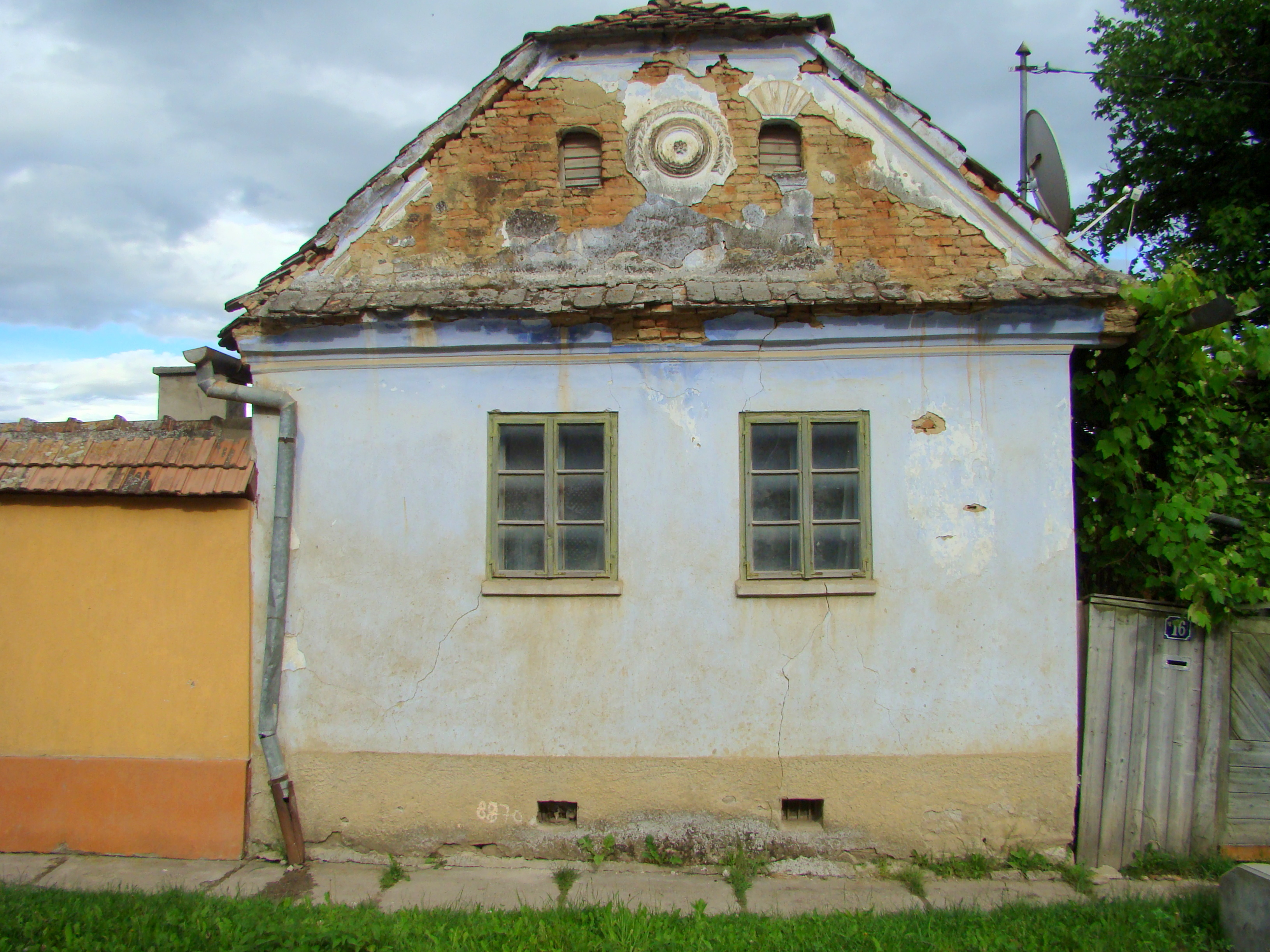
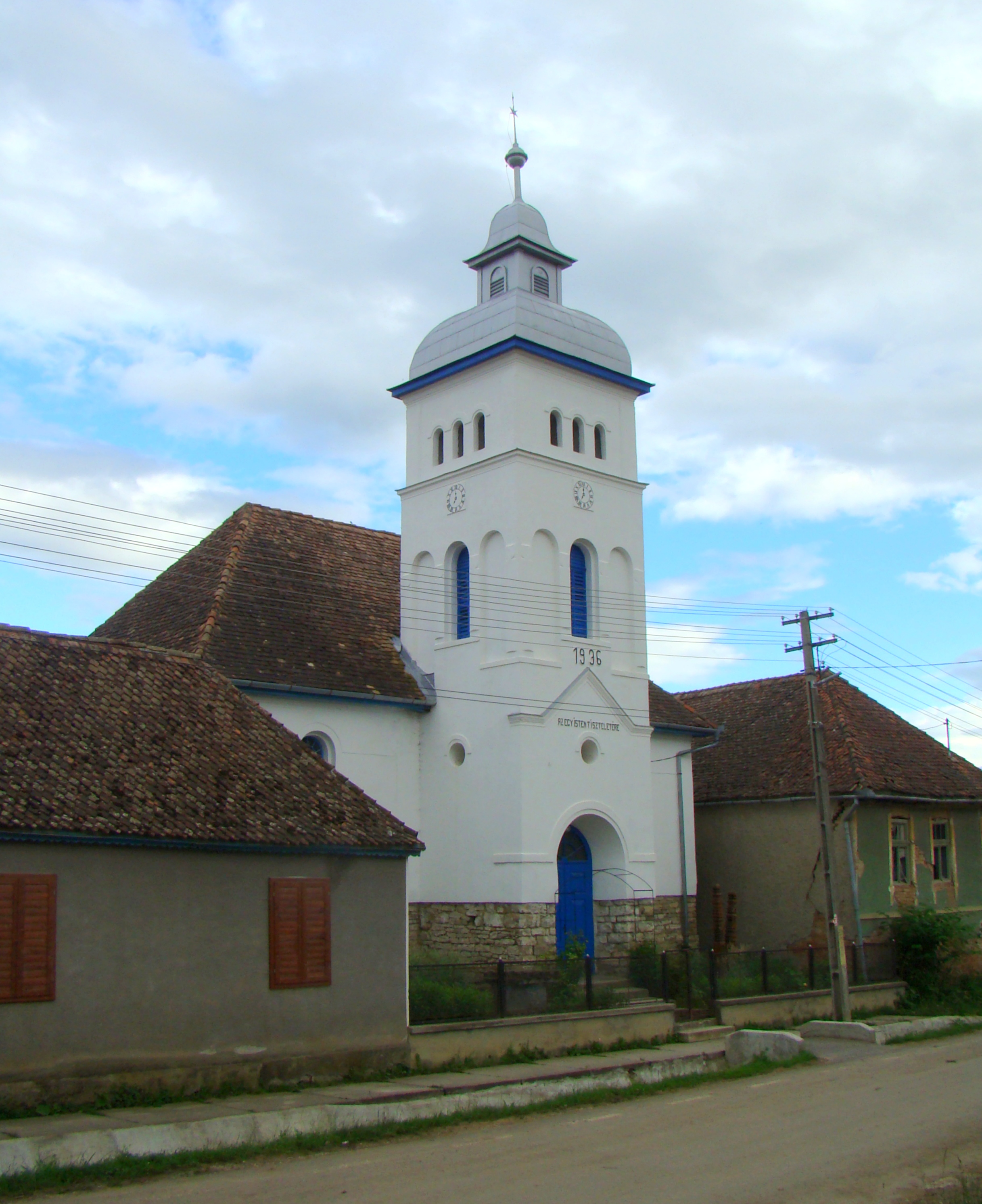
Biserica unitariană
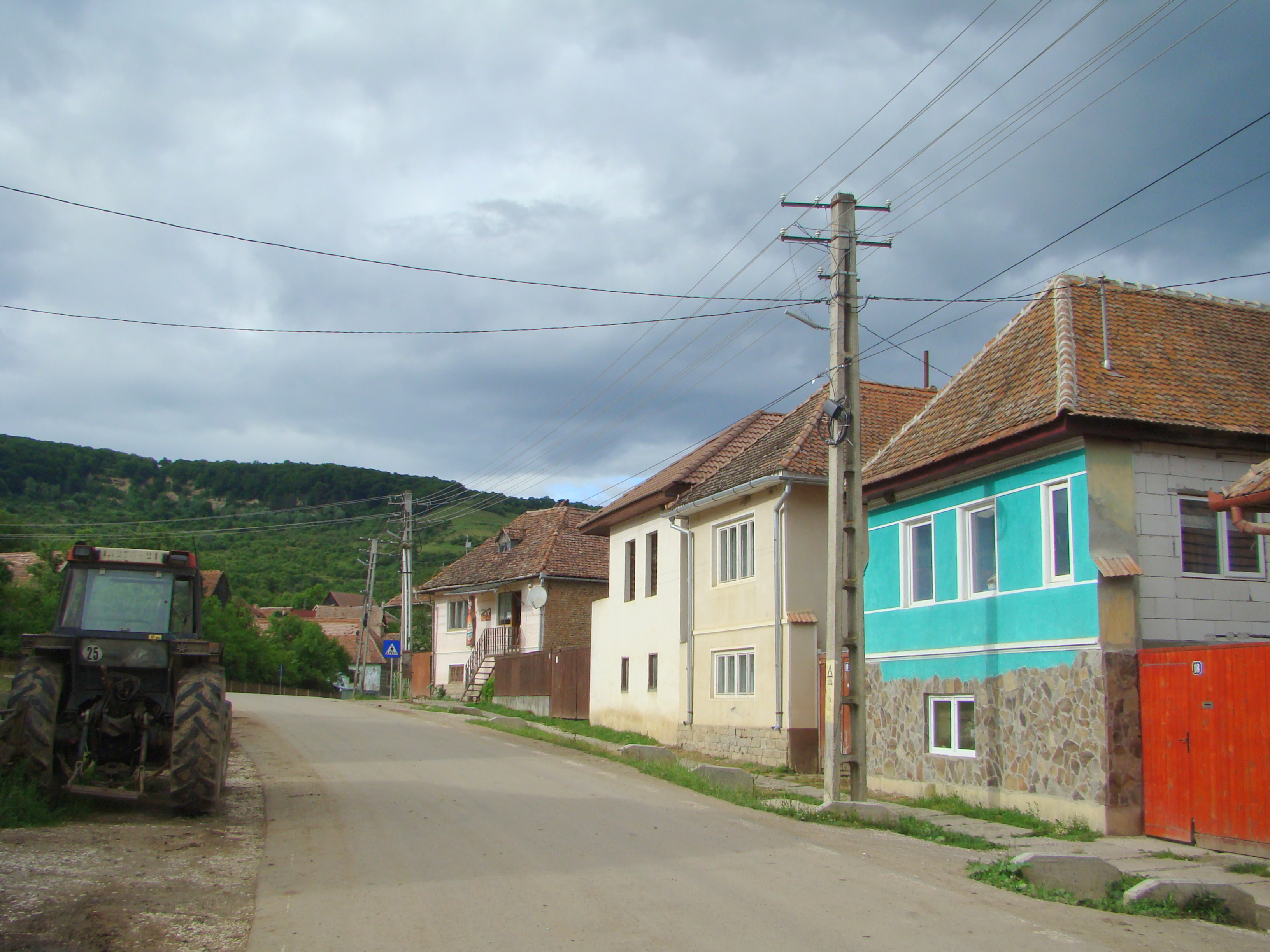
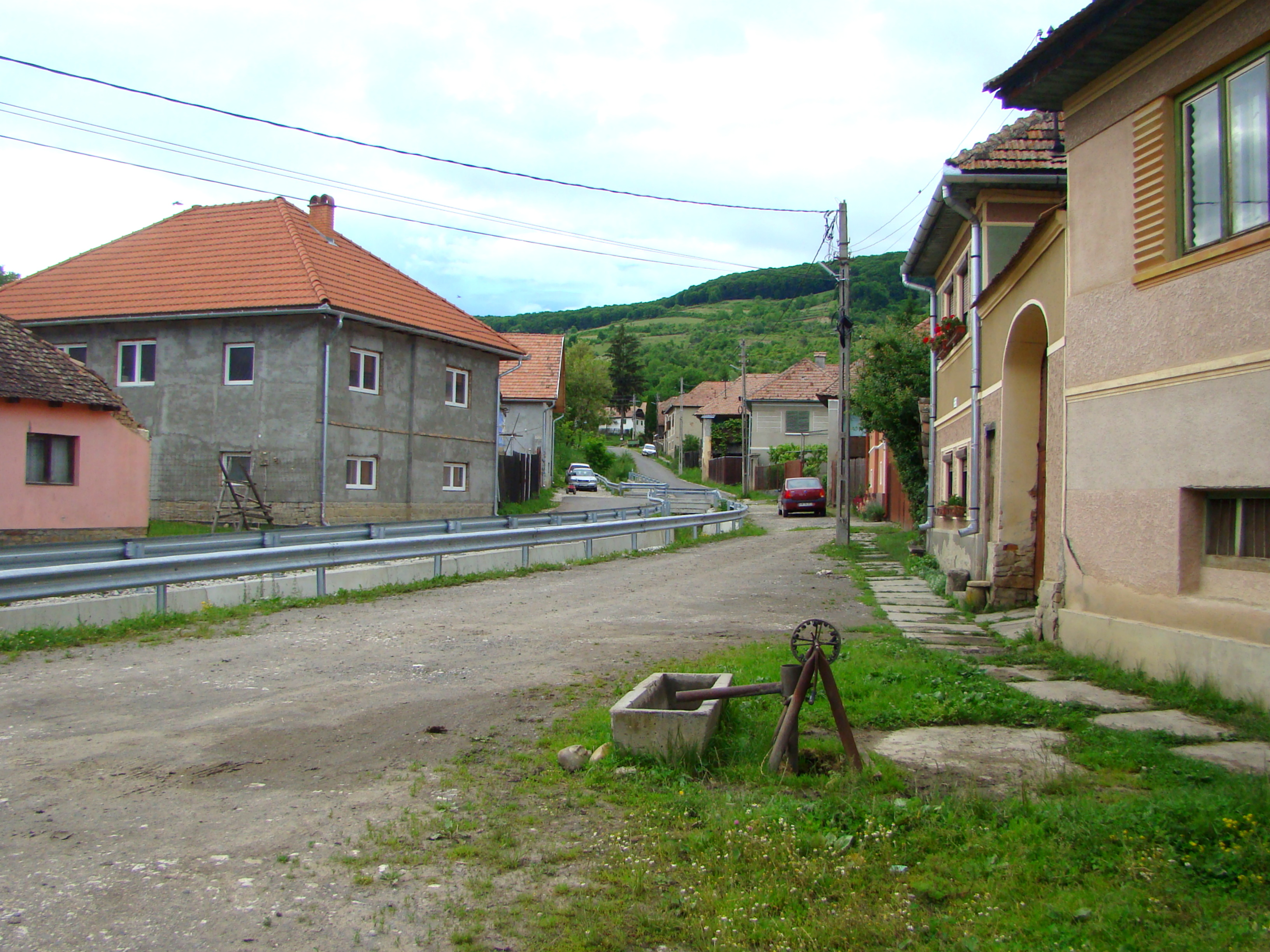
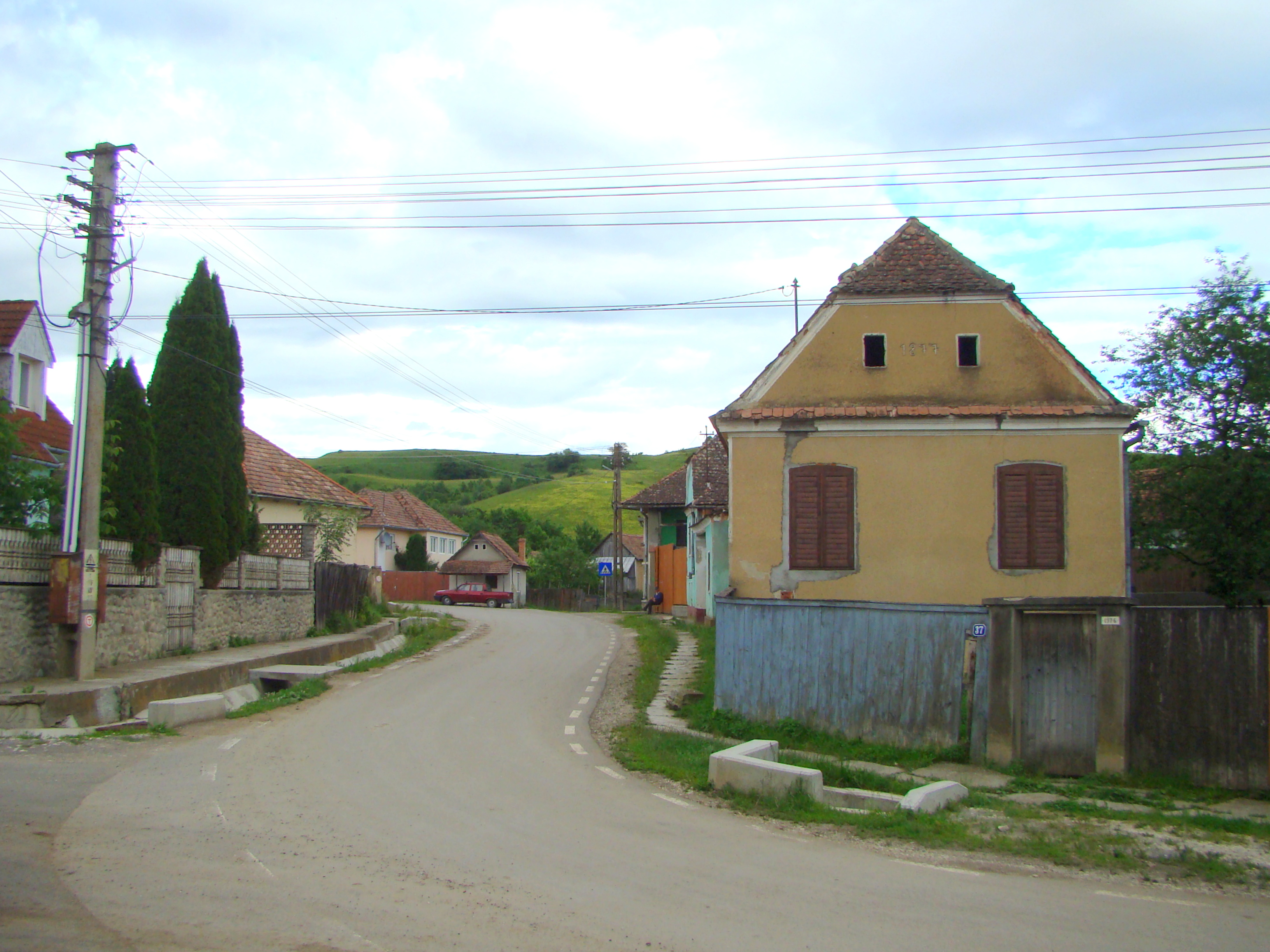
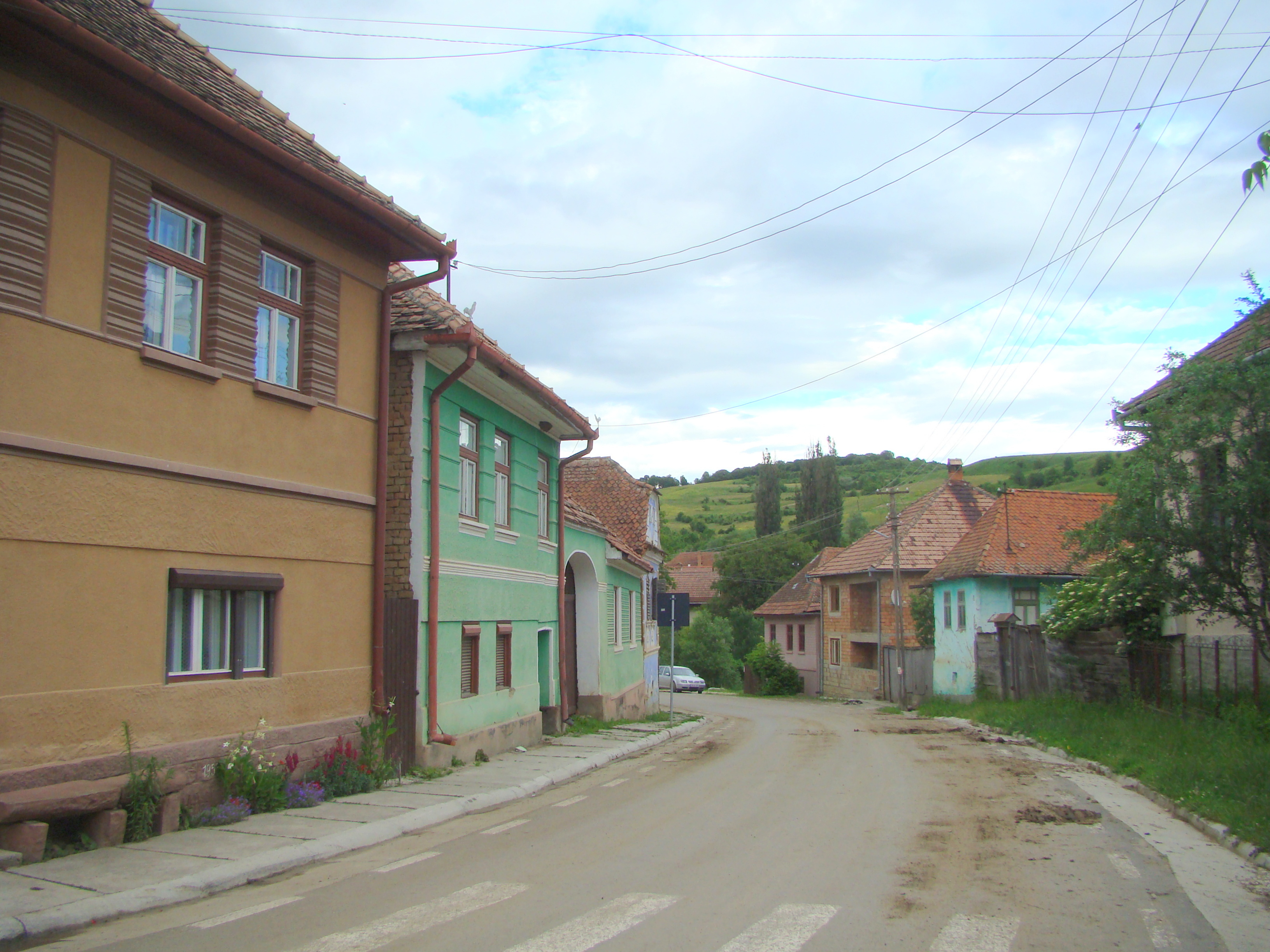
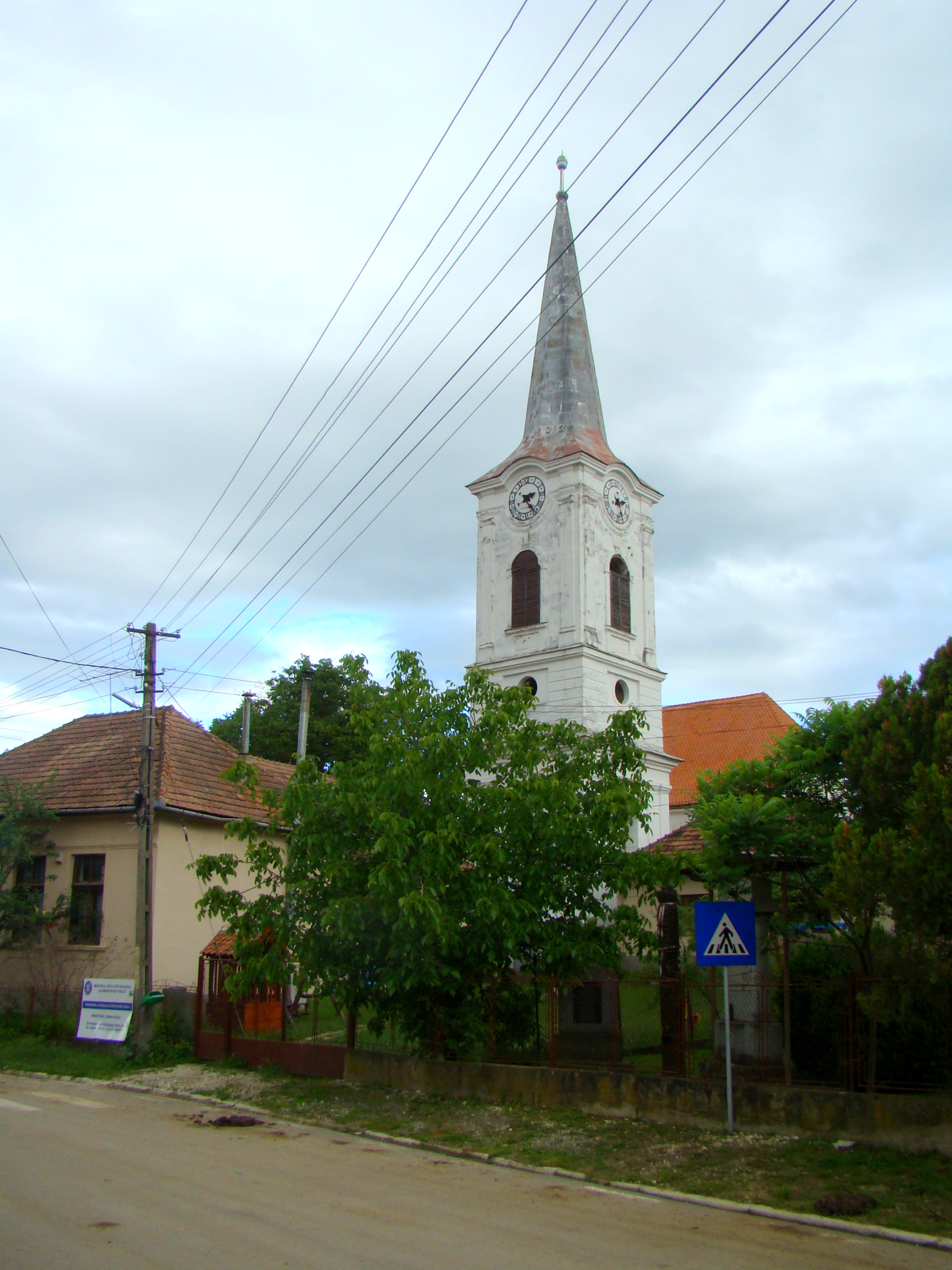
Biserica reformată (monument istoric)
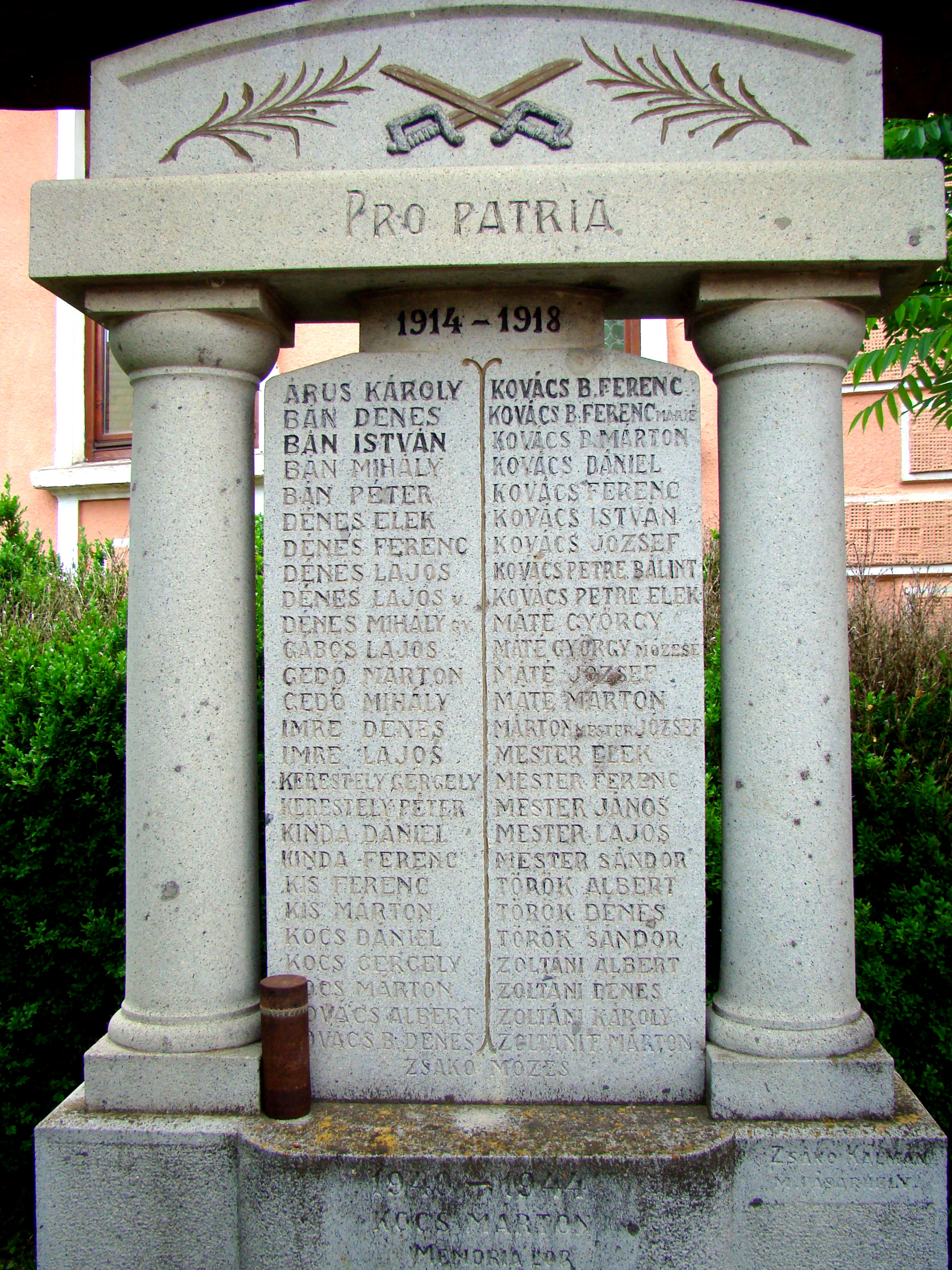
Monumentul eroilor
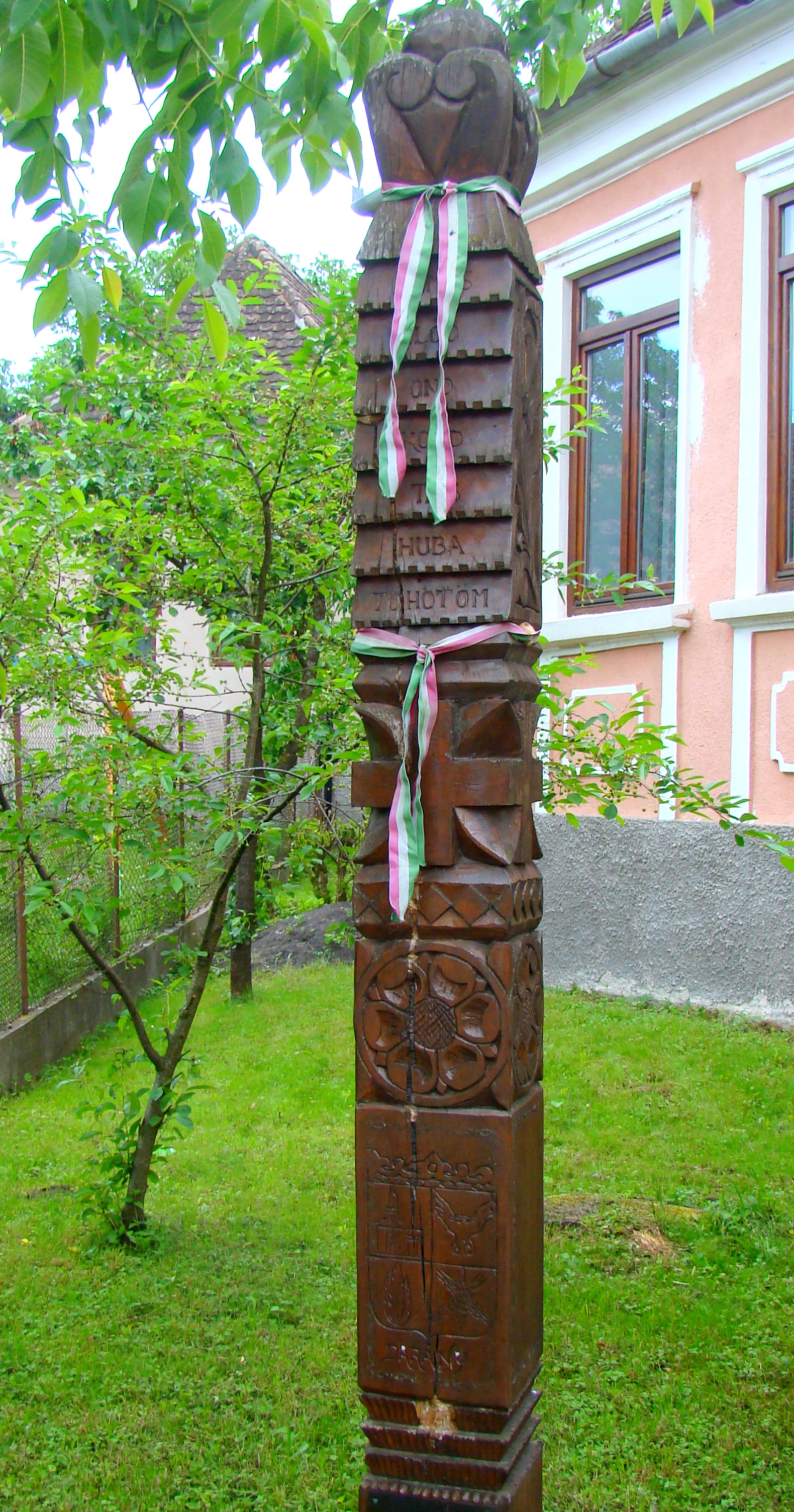
Kopjafa
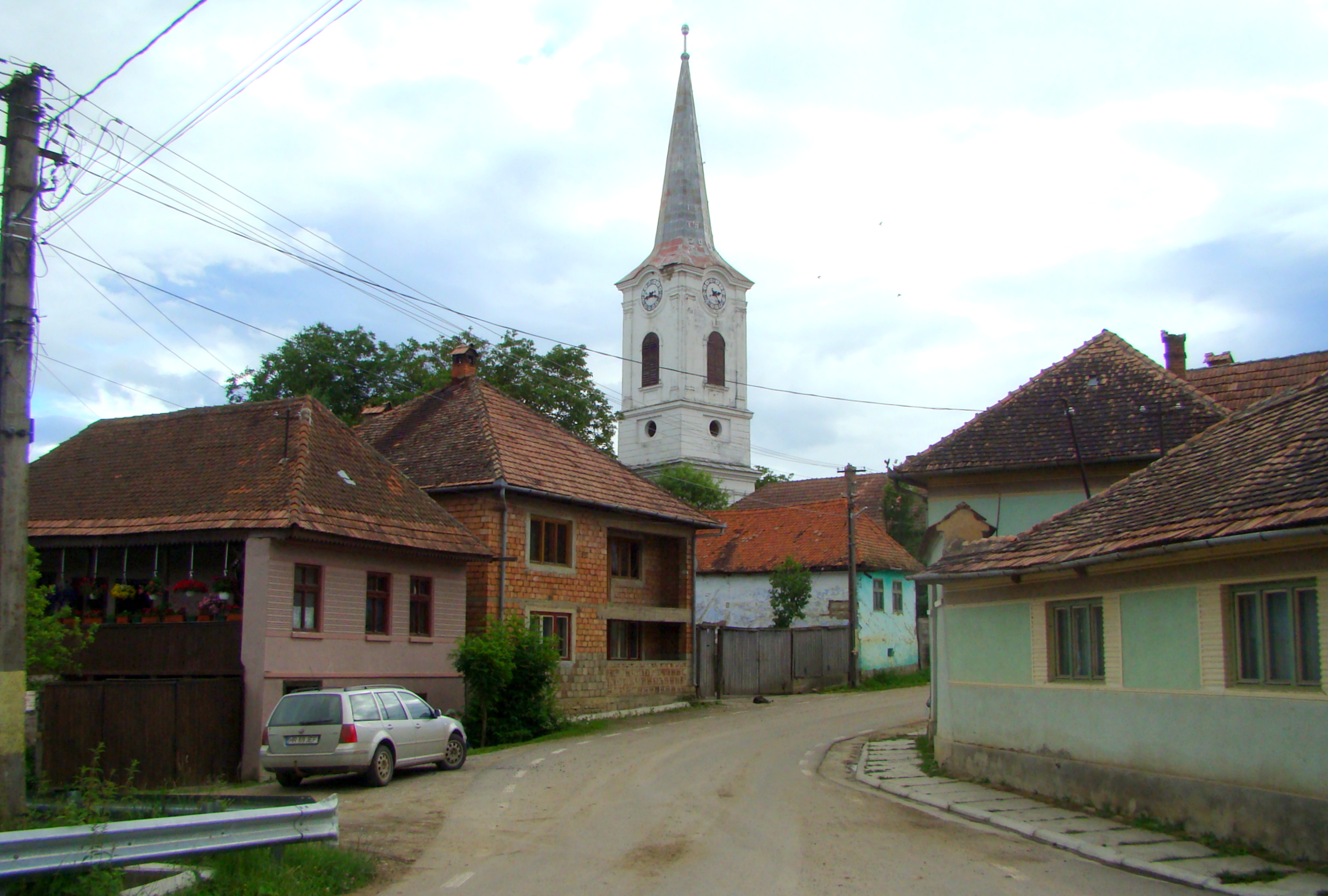